# Kilroy, Kilroy
Kilroy, Kilroy ist ein Roman (1989) des dänischen Schriftstellers Ib Michael.
Thema ist die Suche eines an Amnesie leidenden Mannes nach seiner Identität. Die ersten Worte, die er beim Aufwachen sieht, lauten „Kilroy was here“, demzufolge er sich erst Kilroy und dann, weil auf den Vor- auch ein Nachname folgen muss, Kilroy, Kilroy nennt. Die verlorene Identität und seine fehlende Angsterfahrungen öffnen ihm Möglichkeiten, sich ohne Furcht in verschiedenste Abenteuer zu stürzen. Für das Werk wurde Michael 1989 von den Lesern der dänischen Wochenzeitung Weekendavisen mit dem Weekendavisens litteraturpris ausgezeichnet.

## Weblink
- Ingo Sundmacher: Von Quanten und unsterblichen Soldaten, Tübingen 2002, 153 Seiten (PDF-Datei; 1,33 MB)